# Vale gierzwaluw
De vale gierzwaluw (Apus pallidus) is een vogel uit de familie van de gierzwaluwen (Apodidae).

## Kenmerken
De vale gierzwaluw is 16 tot 18 cm lang en heeft een spanwijdte van 39 tot 44 cm, zo groot als een gewone gierzwaluw, waar hij verder sterk op lijkt. De vale gierzwaluw is meer bruin dan donkergrijs, de vleugels zijn wat breder en de vuilgrijze keelvlek is iets groter. Verder vliegt de vogel een tikkeltje anders, met langzamere vleugelslagen en langere glijpauzes.

## Verspreiding en leefgebied
De vale gierzwaluw broedt in bijna alle landen rond de Middellandse Zee en de eilanden. De vogel overwintert in Afrika ten zuiden van de Sahara. De vogel nestelt in holen in rotswanden, vaak dicht bij zee, maar ook in gebouwen. Als dwaalgast is de soort soms in België en Nederland waarneembaar. Sinds 2006 zijn er in Nederland 43 bevestigde waarnemingen van deze soort.
De soort telt drie ondersoorten:
- A. p. brehmorum: van Madeira en de Canarische Eilanden, de kusten van noordelijk Afrika, zuidelijk Europa tot Turkije.
- A. p. illyricus: de noordwestkust van de Balkan.
- A. p. pallidus: van Mauritanië via Egypte en het Midden-Oosten tot Pakistan.

## Status
De vale gierzwaluw heeft een groot verspreidingsgebied en daardoor is de kans op de status kwetsbaar (voor uitsterven) gering. De grootte van de populatie wordt geschat op 0,8-1,5 miljoen individuen. Dit aantal is stabiel. Om deze redenen staat deze gierzwaluw als niet bedreigd op de Rode Lijst van de IUCN.